# Día de los defensores de la Patria
Día de los Defensores de la Patria (en ruso: День защитника Отечества, romanizado: Dyen' zashchitnika Otechestva; en ucraniano: День захисника Вітчизни) es un día festivo observado en Rusia, Tayikistán, Kirguizistán, Ucrania, Bielorrusia y otras repúblicas de la antigua Unión Soviética. Se celebra el 23 de febrero.

## Historia
La fiesta conmemora la fecha del año 1918 durante la guerra civil rusa, cuando se produjo el primer reclutamiento masivo del Ejército Rojo en Petrogrado y Moscú. Fue originalmente conocido como Día del Ejército Rojo (en ruso: День Красной Армии, Dyen' Krasnoy Armii). En 1949, fue renombrado como el Día del Ejército Soviético y de la Marina (en ruso: День Советской Армии и Военно-Морского флота, Dyen' Sovyetskoy Armii i Voyenno-Morskogo flota). Después de la caída de la Unión Soviética en 1991, a la conmemoración se le dio su nombre actual.

## Celebraciones

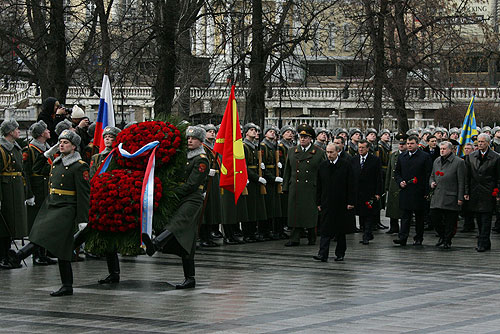
Ofrenda floral en la Tumba del Soldado Desconocido, Moscú, 2008.

### En Rusia
Oficialmente, como su nombre indica, la fiesta celebra las personas que sirven o han servido a las Fuerzas Armadas de Rusia (tanto hombres como mujeres), pero, a nivel nacional y no oficialmente, para incluir la celebración de los hombres en su conjunto, y actuar como contrapartida del Día Internacional de la Mujer el 8 de marzo.
La fiesta se celebra con desfiles y procesiones en honor de los veteranos, y las mujeres también dan pequeños regalos a los hombres rusos en sus vidas, especialmente los esposos (o parejas), padres e hijos. Como parte de la cultura de trabajo, las mujeres suelen dar regalos a sus compañeros de trabajo. En consecuencia, en el lenguaje coloquial, la fiesta se refiere a menudo como el Día de los Hombres (en ruso: День Мужчин, Den 'Muzhchin).
En Chechenia e Ingusetia esta fiesta se celebra con sentimientos encontrados, porque el 23 de febrero de 1944 es la fecha de las deportaciones masivas de chechenos e ingushes a Asia Central.

### En Tayikistán
En Tayikistán, la fiesta se conoce como Día del Ejército Nacional de Tayikistán (en tayiko, Рӯзи Артиши Миллӣ Тоҷик).

### En Ucrania
En Ucrania no es un día festivo, pero la mayoría de las mujeres dan un poco de atención adicional a familiares y amigos masculinos, esposos y novios. El ejército ucraniano tiene su propio Día del Ejército el 6 de diciembre.